# Tomelilla
Tomelilla este un oraș în Suedia.

## Demografie
| \| Evoluția demografică a zonei urbane Tomelilla, 1970–2015 \| Evoluția demografică a zonei urbane Tomelilla, 1970–2015 \| Evoluția demografică a zonei urbane Tomelilla, 1970–2015 \| Evoluția demografică a zonei urbane Tomelilla, 1970–2015 \| Evoluția demografică a zonei urbane Tomelilla, 1970–2015 \| \| --------------------------------------------------------------------------------------- \| -------------------------------------------------------- \| -------------------------------------------------------- \| -------------------------------------------------------- \| -------------------------------------------------------- \| \| An \| \| \| Locuitori \| \| \| 1970 \| 1970 \| \| 4.923 \| 4.923 \| \| 1975 \| 1975 \| \| 5.371 \| 5.371 \| \| 1980 \| 1980 \| \| 5.577 \| 5.577 \| \| 1990 \| 1990 \| \| 5.891 \| 5.891 \| \| 1995 \| 1995 \| \| 5.947 \| 5.947 \| \| 2000 \| 2000 \| \| 5.946 \| 5.946 \| \| 2005 \| 2005 \| \| 6.204 \| 6.204 \| \| 2010 \| 2010 \| \| 6.444 \| 6.444 \| \| 2015 \| 2015 \| \| 6.826 \| 6.826 \| \| Sursa: SCB - Statistika Centralbyrån, Folkmängden per tätort. Vart femte år 1960 - 2016 \| \| \| \| \| |      |  |           |       |
| Evoluția demografică a zonei urbane Tomelilla, 1970–2015 |      |  |           |       |
| An |      |  | Locuitori |       |
| 1970 | 1970 |  | 4.923     | 4.923 |
| 1975 | 1975 |  | 5.371     | 5.371 |
| 1980 | 1980 |  | 5.577     | 5.577 |
| 1990 | 1990 |  | 5.891     | 5.891 |
| 1995 | 1995 |  | 5.947     | 5.947 |
| 2000 | 2000 |  | 5.946     | 5.946 |
| 2005 | 2005 |  | 6.204     | 6.204 |
| 2010 | 2010 |  | 6.444     | 6.444 |
| 2015 | 2015 |  | 6.826     | 6.826 |
| Sursa: SCB - Statistika Centralbyrån, Folkmängden per tätort. Vart femte år 1960 - 2016 |      |  |           |       |